# San Lorenzo (Manabí)
San Lorenzo ist eine Ortschaft und eine Parroquia rural („ländliches Kirchspiel“) im Kanton Manta der ecuadorianischen Provinz Manabí. Die Parroquia besitzt eine Fläche von 53,67 km². Die Einwohnerzahl lag im Jahr 2010 bei 2647. Die Parroquia wurde am 10. August 1949 gegründet.

## Lage
Die Parroquia San Lorenzo liegt an der Pazifikküste etwa 23 km westsüdwestlich der Stadt Manta. Die Parroquia besitzt einen 16,5 km langen Küstenabschnitt. Das Küstenhinterland liegt auf einer Höhe von 200 m. Die Fernstraße E15 von Manta nach Santa Elena führt an San Lorenzo vorbei.
Die Parroquia San Lorenzo grenzt im Norden an die Parroquia Santa Marianita, im Nordosten an Manta sowie im Osten und im Süden an Montecristi.

## Orte und Siedlungen
Südlich vom Hauptort San Lorenzo befinden sich an der Küste die Recintos Río Caña, Las Piñas und Santa Rosa. Nordöstlich von San Lorenzo befindet sich an der Küste noch das Recinto Liguiqui.

## Ökologie
Im Südwesten der Parroquia befindet sich das Schutzgebiet Refugio de Vida Silvestre Marino Costero Pacoche. Im Osten der Parroquia wurde ein etwa 10.000 Hektar großes Feuchtwaldgebiet für den Bau der Erdölraffinerie „Eloy Alfaro“ (Refineria del Pacifico) abgeholzt.